# Pentaceraster decipiens
Pentaceraster decipiens is een zeester uit de familie Oreasteridae.
De wetenschappelijke naam van de soort werd in 1884 gepubliceerd door Francis Jeffrey Bell.